# Mid-range speaker
Een mid-range speaker is een luidspreker die vooral is ontworpen om midden hoge tonen weer te geven, en vormt daarmee onderdeel van een luidsprekerbox van bijvoorbeeld een hifi-installatie. Een mid-range speaker heeft over het algemeen een frequentiebereik van 200 tot 2000 hertz.